# Stófián János
Stófián János, Sólyom (1904. június 18. – 1984) válogatott labdarúgó, középcsatár. Polgári foglalkozása mérnök volt.

## Pályafutása

### Klubcsapatban
A BEAC-ban kezdte a labdarúgást. Innen igazolt a Hungária csapatához, ahol négy mérkőzésen lépett pályára, de a kezdőcsapatba tartósan nem tudott bekerülni, ezért Szombathelyre igazolt a Sabaria FC-hez. Következő klubja az Újpest volt, ahol két bajnoki címet szerzett a csapattal. Magas, kiváló technikai tudással rendelkező, sportszerű játékos volt, aki az összjátékban is kitűnt a többiek közül intelligens játékával.

### A válogatottban
1926 és 1930 között négy alkalommal szerepelt a magyar labdarúgó-válogatottban és két gólt szerzett.

## Sikerei, díjai
- Magyar bajnokság
  - bajnok: 1929–30, 1930–31

## Statisztika

### Mérkőzései a válogatottban
| Magyarország | Magyarország         | Magyarország                    | Magyarország | Magyarország | Magyarország | Magyarország | Magyarország | Magyarország |
| #            | Dátum                | Helyszín                        | Hazai        | Eredmény     | Vendég       | Kiírás       | Gólok        | Esemény      |
| ------------ | -------------------- | ------------------------------- | ------------ | ------------ | ------------ | ------------ | ------------ | ------------ |
| 1.           | 1926. május 2.       | Budapest, Hungária körúti pálya | Magyarország | 0 – 3        | Ausztria     | barátságos   | -            | 38'          |
| 2.           | 1927. szeptember 25. | Zágráb                          | Jugoszlávia  | 5 – 1        | Magyarország | barátságos   | -            |              |
| 3.           | 1928. március 25.    | Budapest. Üllői úti pálya       | Magyarország | 2 – 1        | Jugoszlávia  | barátságos   | 2            | 32' 34'      |
| 4.           | 1930. április 13.    | Bázel                           | Svájc        | 2 – 2        | Magyarország | barátságos   | -            |              |
|              | Összesen             |                                 |              | 4            | mérkőzés     |              | 2            | gól          |